# Brian Moore
Brian Christopher Moore (Birmingham, 11 gennaio 1962) è un ex rugbista a 15 e giornalista britannico, nazionale inglese. Da tallonatore militò nel Nottingham e negli Harlequins. In Nazionale disputò le prime tre edizioni della Coppa del Mondo di rugby, nel 1987, 1991 e 1995, raggiungendo la finale nel 1991; vanta anche 5 test match ufficiali con i British Lions. Dopo il suo ritiro è diventato commentatore sportivo, e attualmente lavora per la BBC; dal febbraio 2010, inoltre, detiene il patentino di arbitro rilasciato dalla Rugby Football Union.

## Biografia
Nato a Birmingham da padre di origine malaysiana mai conosciuto, e da una ragazza madre che lo diede in adozione a 7 mesi d'età, Brian Moore, il cui cognome di nascita era Kirk, fu adottato da una coppia di predicatori laici metodisti, Ralph Moore e sua moglie Dorothy; crebbe ad Halifax, nel West Yorkshire, con i due figli della coppia e altri due fratelli, adottati dopo di lui.
A 9 anni Moore subì abusi sessuali da parte di un insegnante metodista durante un campo-scuola nello Yorkshire; a tale circostanza, resa pubblica solo nel dicembre 2009, Moore ha attribuito sia la sua feroce determinazione mostrata da giocatore, sia la difficoltà di rapporti personali, che lo hanno portato a due divorzi.
La carriera rugbistica di Brian Moore si svolse quasi interamente negli ultimi anni del dilettantismo nel rugby a 15; di professione avvocato, crebbe nel Roundhay, club di Leeds che poi confluì insieme all'Headingley nel Leeds.
Nel 1982 fu a Nottingham per gli studi in giurisprudenza ed entrò nel locale club su indicazione del suo vecchio allenatore al Roundhay.
Nel 1987 esordì in Nazionale inglese, nell'incontro del Cinque Nazioni valido per la Calcutta Cup contro la Scozia.
Dopo l'edizione iniziale, in cui disputò un solo incontro, fu sempre presente in tutte le edizioni successive fino al 1995, vincendo quest'ultima e quelle del 1991 e del 1992, tutte e tre con il Grande Slam.
Sempre con l'Inghilterra prese parte alla I, II e III Coppa del Mondo, raggiungendo nelle ultime due edizioni la semifinale e classificandosi secondo nel 1991 e quarto nel 1995.
Prese anche parte ai tour dei British Lions per un totale di 5 test match.
Nel primo di essi, del 1989, la selezione britannica prevalse sull'Australia per due incontri a uno.
A livello di club, dopo il Nottingham, militò nei londinesi Harlequins fino al 1996, per poi in tale anno trasferirsi al Richmond con cui chiuse la carriera nel 1997 al Richmond con la promozione in English Premiership, nella quale non giocò per incompatibilità con gli impegni professionali.
Dopo il ritiro si dedicò a varie attività in parallelo alla sua professione originale di avvocato: commentatore sportivo, articolista specializzato in enologia per il Sun (dichiara di prediligere il vino rosso: noto sostenitore laburista, raccontò di avere celebrato con un Bordeaux dei vigneti Margaux la vittoria elettorale di Tony Blair nel 1997), fu persino manicure: accadde subito dopo la fine della carriera sportiva, allorquando la moglie di Moore aprì un salone di bellezza; l'ex giocatore decise di imparare tale professione per aiutare saltuariamente la moglie nell'attività.
Commentatore televisivo per la BBC, collabora durante le telecronache dei principali avvenimenti rugbistici nazionali e internazionali, inclusi la Coppa del Mondo e il Sei Nazioni.
Dopo aver visitato un centro di assistenza per bambini vittime di abusi, Moore rivelò nel 2009 e nella sua successiva autobiografia Beware of the Dog (Attenti al cane, 2010, in riferimento al suo soprannome di Pitbull all'epoca della militanza agonistica), di esserne stato egli stesso vittima in gioventù (all'età di 9 anni, in un campo scuola nello Yorkshire, un educatore, correligionario dei suoi genitori, abusò sessualmente di lui e di altri due ragazzi), ma di non averlo mai rivelato in famiglia, temendo di non essere creduto (e, in effetti, la sua madre adottiva dichiarò che probabilmente non avrebbe dato credito al figlio se l'avesse saputo all'epoca dei fatti); tuttavia, ha aggiunto, l'esperienza influì negativamente sul prosieguo della sua vita, tanto da aver causato il fallimento di due matrimoni; Moore è attualmente sposato con la sua terza moglie, dalla quale ha avuto due figlie.
Infine, nel febbraio 2010, Moore conseguì il patentino di arbitro federale; la cosa apparve subito singolare, in ragione del fatto che, da giocatore, Moore era tra i più polemici in campo verso il direttore di gara: in realtà, Moore raccontò di avere frequentato il corso da arbitro per raccogliere una sfida lanciatagli durante un pubblico dibattito: avendo egli sostenuto, in carriera, di avere partecipato da tallonatore ad almeno «75 000 mischie» e quindi in grado di sapere di cosa parlasse, gli fu chiesto altresì quante mischie avesse diretto, e invitato a frequentare un corso per arbitri, per capire la differenza di punti di vista.
Una volta conseguita l'abilitazione, Moore dichiarò di voler anche mettere in pratica quanto appreso e di voler quindi dedicarsi anche all'arbitraggio.
Brian Moore vive a Londra ed è tifoso della squadra di calcio del Chelsea; la relazione con il club nacque durante il primo anno di conduzione tecnica dell'italiano Gianluca Vialli.